# Reflections of Passion
Reflections of Passion es el sexto álbum de Estudio del músico griego Yanni, lanzado bajo el sello Private Music en 1990 con una gira del Concierto en ese mismo año llamada por igual. Aunque se categoriza por el RIAA como un "álbum completo", se habían lanzado todos los temas expuestos menos 3 de ellos, "Almost A Whisper", "True Nature" y "Flight Of Fantasy". El álbum realmente es una obra de estilo único e inigualable en la cual se pone de manifiesto su desempeño en su carrera artística una vez más; "Reflections Of Passion" estableció a Yanni definitivamente como la base elemental de su estilo único: la música "Instrumental Contemporánea". Mientras se escogieron 15 de sus canciones más escuchadas de los discos más recientes, se descubrió en él su extrema popularidad como pianista y compositor, lo que lo propulsó aún más hacia la fase mundial; alcanzó el lugar #1 en la lista de la Cartelera de los “Álbumes de New Age” , y el lugar #29 en la "Cartelera 200" los cuales datan ambos en el mismo año Ante el carácter tan representativo de esta obra Yanni expresó: "Este álbum representa las pasiones de mi vida durante los últimos diez años. Es una expresión de amor para las personas en mi vida, así como para algunos los lugares muy especiales e inspiradores que yo nunca pudiera olvidar". “--literalmente, desde que realizó los conciertos en los lugares exóticos con extrema relevancia histórica y cultural, como el Taj Mahal y la Ciudad Prohibida de China, vimos que Yanni con sus nuevas composiciones, incrementa su estilo más bien polifónico, entremezclando una serie de culturas diferentes, con melodías étnicas que van desde el roce de la percusión con los sintetizadores, hasta una similitud bastante igual a lo que podría asemejarse a una tormenta del viento."Nostalgia", "True Nature", y "Farewell", temas inolvidables, todos trabajados en un modo simplista, todavía se pueden apreciar las líneas del piano sumamente poderosas que menguaron y fluyeron con la gracia de la New Age o la Nueva Era, pero también, las cosas podrían hacer del suave enfoque armonioso, un momento de huellas imborrables, como es el caso de "First Touch" del que gustan aquellos cuyo fogaje llega más allá de una simple tonada, solo disfrutando cada momento, cada pieza tocada en la estructura sincera y melodiosa que puede hacer a muchos Reflexionar. 

## Temas
| #   | Tema                     | Duración |
| --- | ------------------------ | -------- |
| 1.  | "After the Sunrise”      | 4:38     |
| 2.  | "The Mermaid”            | 3:47     |
| 3.  | "Quiet Man"              | 4:33     |
| 4.  | "Nostalgia"              | 4:29     |
| 5.  | "Almost A Whisper"       | 3:08     |
| 6.  | "The Rain Must Fall”     | 4:37     |
| 7.  | "Acroyali"               | 5:05     |
| 8.  | "Farewell"               | 2:46     |
| 9.  | "Swept Away"             | 5:09     |
| 10. | "True Nature"            | 4:35     |
| 11. | "Secret Vows”            | 3:58     |
| 12. | "Flight Of Fantasy"      | 5:41     |
| 13. | "A Word In Private"      | 3:45     |
| 14. | "First Touch"            | 3:00     |
| 15. | "Reflections Of Passion" | 4:35     |

## Personal
Todos los temas musicales presentes en este disco fueron compuestos por Yanni, menos "A Word In Private", compuesto por Leonard Hill
Productor Peter Baumann
Percusionista y Baterista Acústico y Electrónico- Charlie Adams

## Yanni 1990 Reflection Of Passion
Excepciones de la Gira:
La Estrella en la Tribuna (1990-07-05) Tocar con la Orquesta de Minnesota ha sido un sueño de Yanni desde que fue estudiante de Psicología en la Universidad de Minnesota en Grecia en 1973 dónde su hermano ya estaba allí como estudiante. Es coincidente que él realizará el Concierto con la orquesta en Sala de Conferencias de Northrop dónde él asistió a sus primeras clases "U", Psicología 101. Yanni que movió a Los Ángeles en 1987 tocó dos veces con la Orquesta sinfónica de Dallas, y preparó un video de la segunda apariencia que se preparó para la transmisión de la Televisión en PBS o la red del TV por Cable, con lo cual planeó usar la grabación para convencer a otras orquestas de realizar con su cuarteto que incluye al percusionista Charlie Adams, el colega anterior de Yanni proveniente al igual que él de la Banda de Rock “Chameleon”, y el tecladista de Minneapolis, Bradley Joseph, junto a los cuales espera con ansias realizar tantos conciertos como 10 sinfonías este año, y entonces grabar con la Sinfónica de Praga.